# Francisco de Hoces
Francisco de Hoces (... – 1526 circa) è stato un navigatore spagnolo che nel 1525 si unì alla spedizione di García Jofre de Loaísa nelle Molucche, come comandante del vascello San Lesmes.

## Biografia
Nel gennaio del 1526 la San Lesmes fu colpita dalla burrasca a sud della foce orientale dello stretto di Magellano, alla latitudine di 56°S, dove la ciurma pensò di vedere l'estremità della terra. Solitamente questa frase viene interpretata nel senso che videro acque aperte ad ovest di quella che sembra essere l'estremità della Terra del Fuoco (Capo San Diego) o dell'Isola degli Stati (Capo San Juan). In entrambi i casi pensarono di aver trovato un canale tra oceano Atlantico ed oceano Pacifico a sud della Terra del Fuoco, precedendo quindi Francis Drake nella dimostrazione dell'esistenza di questo canale. Questo è il motivo per cui alcuni storici spagnoli, argentini e cileni sostengono che il cosiddetto Canale di Drake dovrebbe essere invece chiamato Mar de Hoces.
Dopo che la spedizione di Loaisa raggiunse il Pacifico attraverso lo stretto di Magellano, l'intera flotta fu dispersa da una nuova burrasca e la San Lesmes fu vista per l'ultima volta alla fine di maggio del 1526. Il destino della San Lesmes è incerto, e viene descritto in maniera diversa da alcuni scritti europei del XVI secolo trovati in vari luoghi dell'Oceania. Secondo alcuni di questi avrebbe raggiunto l'isola di Pasqua, qualche isola dell'arcipelago polinesiano o addirittura la Nuova Zelanda. In ogni caso si può parlare del primo sbarco europeo nel triangolo della Polinesia, precedendo di diversi decenni il primo evento certo. Lo scrittore australiano Robert Langdon è stato il maggior sostenitore di queste teorie nei suoi libri "The lost caravel" e "The lost caravel re-explored".